# Црква Свете Тројице у Сурлици
Црква Свете преподобне мати Параскеве у Лесници, насељеном месту на територији Општине Трговиште, православни је храм који припада Епархији врањској Српске православне цркве.
Црква посвећена Светој Тројици саграђена је 1928. године на црквишту, познатом и као Јавор-црква. Поред Црквишта налази се извор Миздрина Бара. Мештани наводе да је црква припадала српским становницима који су пре садашњих родова били овде насељени.